# Януш Кохановський
Я́нуш Богумі́л Кохано́вський  (пол. Janusz Bogumił Kochanowski); 18 квітня 1940, Ченстохова — 10 квітня 2010, Смоленськ, Росія) — польський юрист, дипломат. Колишній омбудсмен Польщі.

## Біографія
Закінчив факультет права і адміністрації Варшавського університету. В 1980 році здобув докторський ступінь у галузі права.
У 1980–1991 роки був учасником «Солідарності». З 1989 по 1991 роки працював експертом сенатського комітету з прав людини і дотримання законності. Працював на посаді генерального консула Польщі у Великій Британії з 1991 по 1995 рік. Брав участь у роботі з внесення поправок до Кримінального кодексу в 2000–2001 роках.
26 січня 2006 року сейм проголосував за його обрання на посаду Омбудсмена. 30 січня 2006 року Сенат затвердив його кандидатуру. Вступив на посаду 15 лютого 2006 року.

## Смерть
Загинув у авіакатастрофі під Смоленськом 10 квітня 2010 року, куди летів у складі польської делегації на чолі з президентом Польщі Лехом Качинським.